# 115
115（百十五、ひゃくじゅうご）は自然数、また整数において、114の次で116の前の数である。

## 性質
- 115は合成数であり、約数は 1, 5, 23 と 115 である。
  - 約数の和は144。
    - 約数の和が平方数になる8番目の数である。1つ前は94、次は119。
- 115 = 5 × 23
  - 37番目の半素数である。1つ前は111、次は118。
  - 素因数の和が完全数になる最小の数である。次は138。
- 1/115 = 0.00869565217391304347826…（下線部は循環節で長さは22）
  - 逆数が循環小数になる数で循環節が22になる5番目の数である。1つ前は92、次は121。
- 究極の3方陣における和。
- 各位の和が7になる10番目の数である。1つ前は106、次は124。
- 各位の平方和が27になる最小の数である。次は151。(オンライン整数列大辞典の数列 A003132)
  - 各位の平方和が n になる最小の数である。1つ前の26は15、次の28は1115。(オンライン整数列大辞典の数列 A055016)
- 各位の立方和が127になる最小の数である。次は151。(オンライン整数列大辞典の数列 A055012)
  - 各位の立方和が n になる最小の数である。1つ前の126は15、次の128は44。(オンライン整数列大辞典の数列 A165370)
- 各位の積が5になる4番目の数である。1つ前は51、次は151。(オンライン整数列大辞典の数列 A199985)
- 115 = 32 + 52 + 92
  - 3つの平方数の和1通りで表せる48番目の数である。1つ前は109、次は116。(オンライン整数列大辞典の数列 A025321)
  - 異なる3つの平方数の和1通りで表せる35番目の数である。1つ前は114、次は116。(オンライン整数列大辞典の数列 A025339)
  - n = 2 のときの 3n + 5n + 9n の値とみたとき1つ前は17、次は881。(オンライン整数列大辞典の数列 A074556)
- 26番目の幸運数である。1つ前は111、次は127。(オンライン整数列大辞典の数列 A000959)
  - 幸運数でない数同士を掛け合わせた2番目の幸運数である。1つ前は25、次は205。
- 115 = 5! − 5
  - n = 5 のときの n! − n の値とみたとき1つ前は20、次は714。(オンライン整数列大辞典の数列 A005096)
- 11が5番目の素数を表した数である。n = 5 のときの素数 p(n) と n 番目を並べた数とみたとき1つ前は74、次は136。(オンライン整数列大辞典の数列 A075110)
- 115 = 142 − 81
  - n = 14 のときの n2 − 81 の値とみたとき1つ前は88、次は144。(オンライン整数列大辞典の数列 A098850)

## その他 115 に関連すること
- 西暦115年
- 年始から数えて115日目は4月25日、閏年は4月24日。
- 原子番号115の元素はモスコビウム (Mc) 。
- 日本における電話番号の115番はNTT東日本･NTT西日本の電報受け付けである（一般加入電話・NTTドコモ・auからのみ）。
- 115系電車は、日本国有鉄道が開発した直流近郊形電車。
- 第115代ローマ教皇はテオドルス2世（在位：897年11月。在位20日で逝去）である。
- 115 × 10−2 = 1.15 は π/e の数字列である。(オンライン整数列大辞典の数列 A061382)
- 株式会社115は、歌手・鈴木このみの個人事務所。